# Mycetophila suffusa
Mycetophila suffusa är en tvåvingeart som beskrevs av Enrico Adelelmo Brunetti 1912. Mycetophila suffusa ingår i släktet Mycetophila och familjen svampmyggor. Inga underarter finns listade i Catalogue of Life.